# Holzhausen (Herleshausen)
Holzhausen ist ein Ortsteil der Gemeinde Herleshausen im nordhessischen Werra-Meißner-Kreis. Zu Holzhausen gehört das Gut Hohenhaus.

## Geographische Lage
Holzhausen liegt an der Südabdachung des Ringgaus im von Wald gesäumten Tal der Nesse, die das Dorf südlich tangiert. Es befindet sich südlich des Dachsbergs (440,4 m) und südwestlich des Schloßbergs mit der Burgruine Brandenfels (452,3 m). Durch die Ortschaft verläuft die Landesstraße 3243, die etwa von Norden aus Richtung Netra kommt und weiter in Richtung Südosten nach Nesselröden führt.

## Geschichte

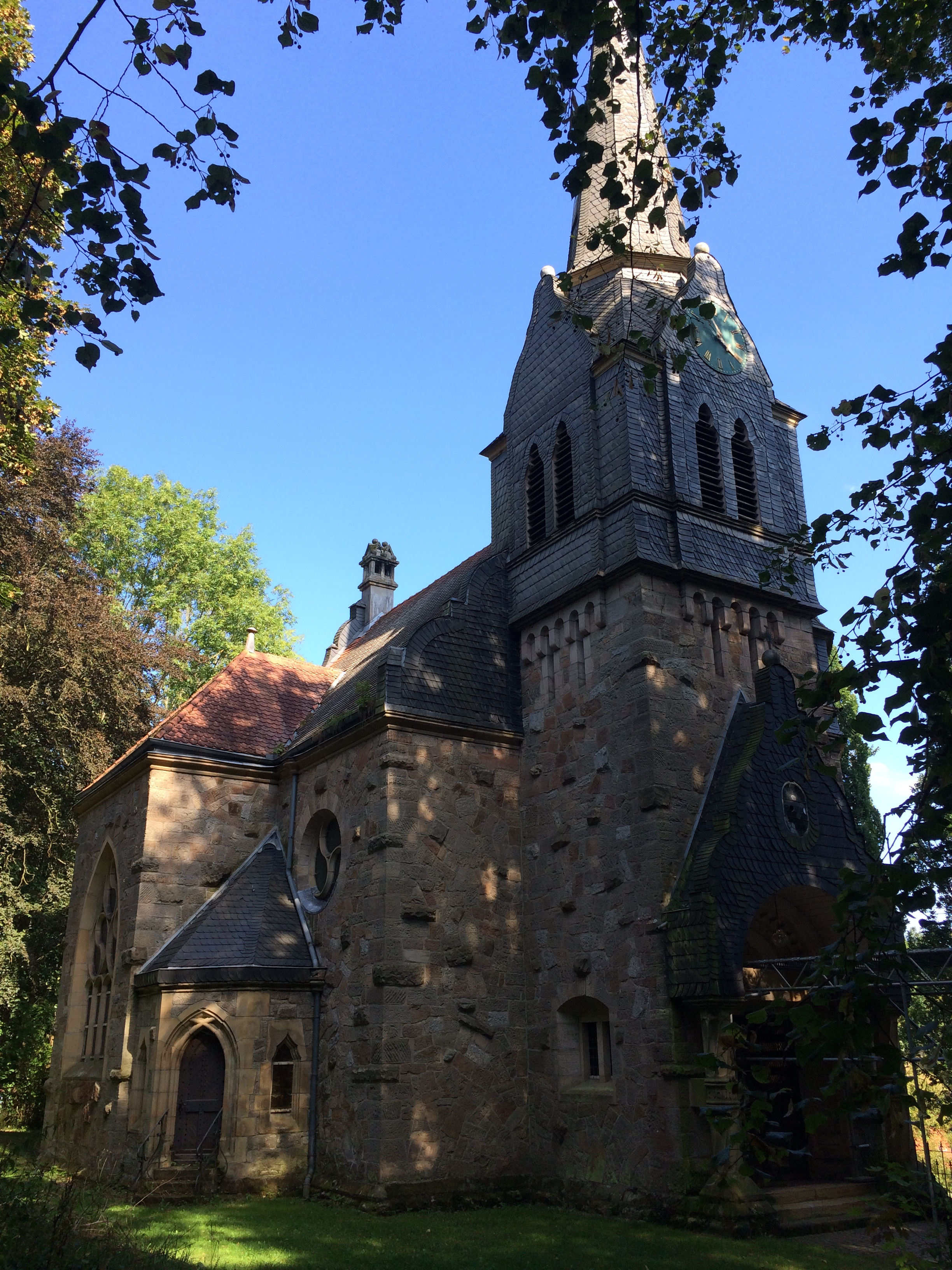
Ev. Kirche Holzhausen

### Ortsgeschichte
Die älteste bekannte schriftliche Erwähnung von Holzhausen erfolgte unter dem Namen Holzhusen und wird in die Zeit 1145–1153 datiert. Weitere Erwähnungen erfolgten unter den Ortsnamen (in Klammern das Jahr der Erwähnung): Holtzusen (1195) und Holczhusen circa Brandenfelsch (1451).
Von 1545 bis 1824 war Holzhausen Zubehör der Burg Brandenfels und somit Lehnsbesitz der Familie Treusch von Buttlar. Der Ort gehörte ab 1585 zum Amt Sontra, ab 1818 zum Justizamt Netra und ab 1821 zum Kreis Eschwege.
Das buttlarsche Gut Hohenhaus wird 1708 in einer Landkarte als Hohenhausen bezeichnet. Es wurde 1856 von dem hessischen Politiker Ferdinand von Schutzbar erworben, dessen Sohn 1901 das heutige Herrenhaus durch den Architekten Bodo Ebhardt errichten ließ. 1934 ging Hohenhaus aus dem Besitz der Familie Schutzbar genannt Milchling in den des Hamburger Verlegers Richard Ganske (1876–1956) über, dem Gründer des Lesezirkels „Leserkreis Daheim“. Dessen Sohn, der Verleger Kurt Ganske (1905–1979), ließ das Schloss 1959 umfassend renovieren und modernisieren. Seit 1978 wird in einem Teil des mehrfach neuausgebauten und renovierten Guts nach Umbauten durch den Frankfurter Architekten Jochem Jourdan ein Hotel betrieben, das zur Ganske-Verlagsgruppe gehört und als Relais & Châteaux-Hotel betrieben wird.

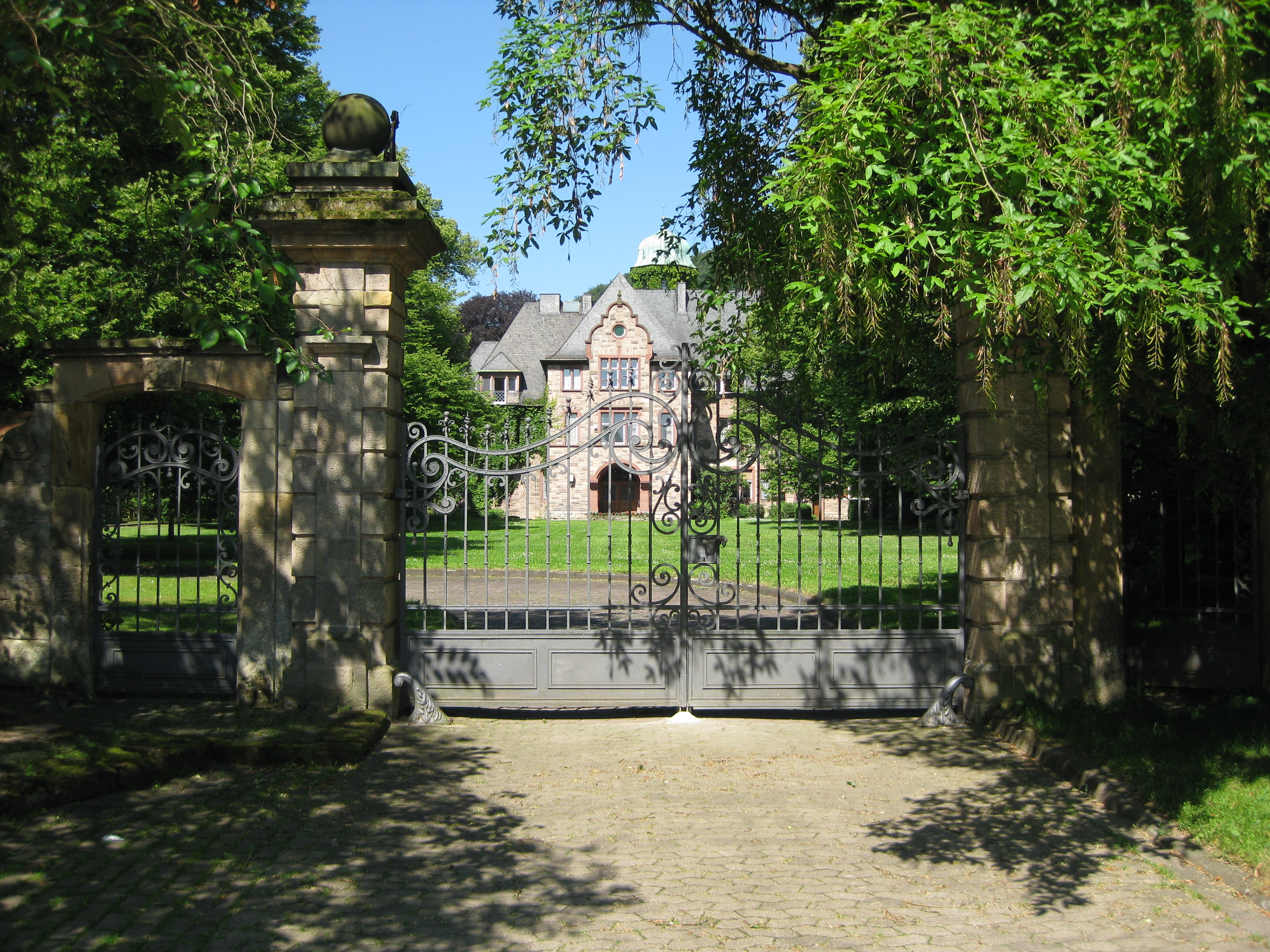
Das Herrenhaus im Gut Hohenhaus
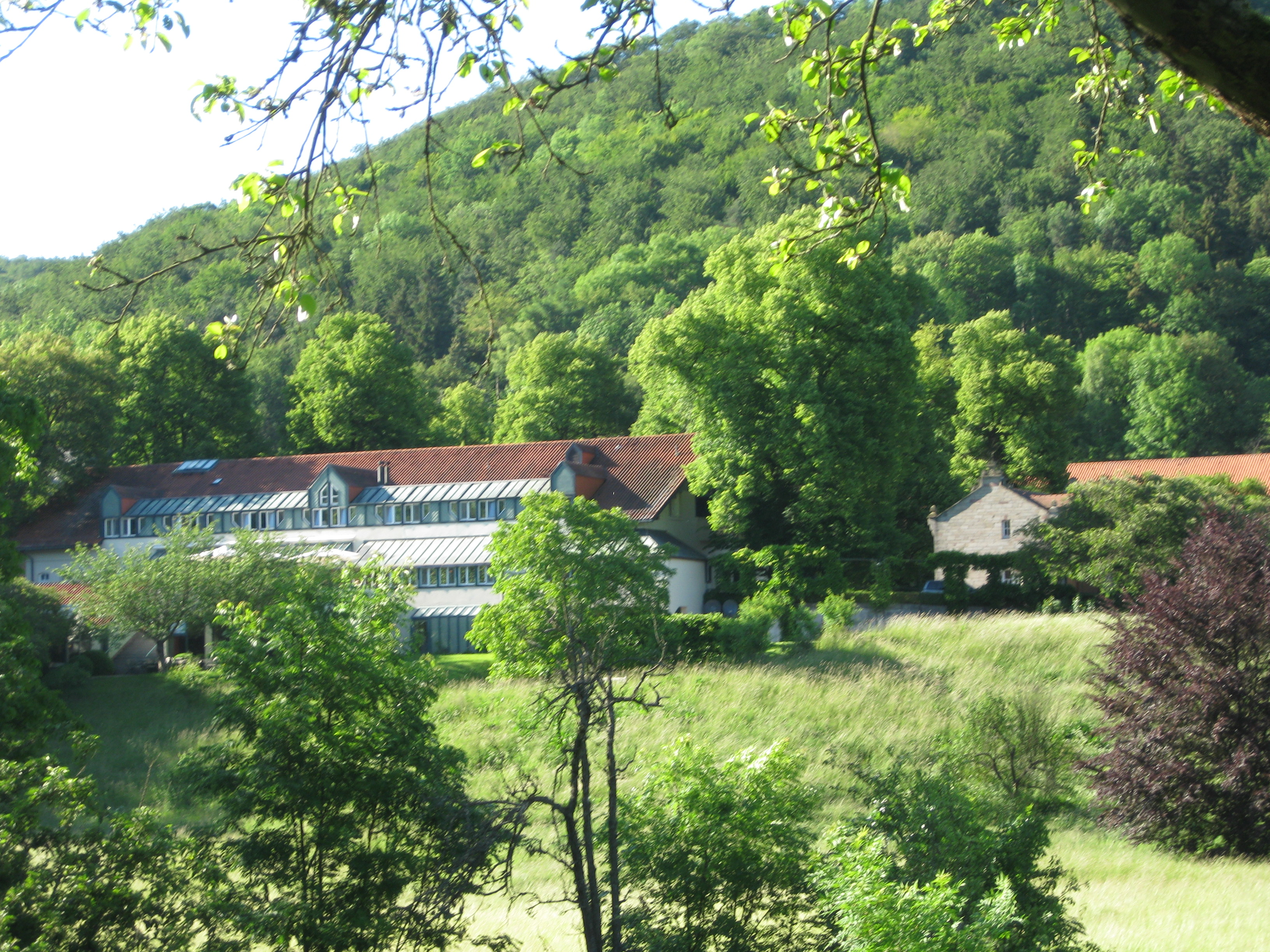
Hotel Hohenhaus

Die Dorfkirche von Holzhausen ist eine Kirchenfiliale der Pfarrei von Nesselröden.
Hessische Gebietsreform (1970–1977)
Zum 1. Dezember 1970 erfolgte im Zuge der Gebietsreform in Hessen der freiwillige Zusammenschluss der bis dahin selbständigen Gemeinden Altefeld, Archfeld, Breitzbach, Herleshausen (mit Frauenborn), Holzhausen, Markershausen, Nesselröden, Unhausen, Willershausen und Wommen zur Großgemeinde Herleshausen. Für die eingliederten Gemeinden und Herleshausen mit Frauenborn wurde je ein Ortsbezirk mit Ortsbeirat und Ortsvorsteher nach der Hessischen Gemeindeordnung gebildet.

### Verwaltungsgeschichte im Überblick
Die folgende Liste zeigt die Staaten und Verwaltungseinheiten, denen Holzhausen angehört(e):
- vor 1567: Heiliges Römisches Reich, Landgrafschaft Hessen, Amt Sontra (Gericht Treusch-Buttlar)
- ab 1654: Heiliges Römisches Reich, Landgrafschaft Hessen-Kassel, Amt Sontra
- ab 1806: Landgrafschaft Hessen-Kassel, Amt Sontra
- 1807–1813: Königreich Westphalen, Departement der Werra, Distrikt Eschwege, Kanton Netra
- ab 1815: Kurfürstentum Hessen, Amt Sontra[10]
- ab 1818: Kurfürstentum Hessen, Amt Netra[11]
- ab 1821: Kurfürstentum Hessen, Provinz Niederhessen, Kreis Eschwege[12][Anm. 2]
- ab 1848: Kurfürstentum Hessen, Bezirk Eschwege
- ab 1851: Kurfürstentum Hessen, Provinz Niederhessen, Kreis Eschwege
- ab 1867: Königreich Preußen, Provinz Hessen-Nassau, Regierungsbezirk Kassel, Kreis Eschwege
- ab 1871: Deutsches Reich, Königreich Preußen, Provinz Hessen-Nassau, Regierungsbezirk Kassel, Kreis Eschwege
- ab 1918: Deutsches Reich, Freistaat Preußen, Provinz Hessen-Nassau, Regierungsbezirk Kassel, Kreis Eschwege
- ab 1944: Deutsches Reich, Freistaat Preußen, Provinz Kurhessen, Landkreis Eschwege
- ab 1945: Amerikanische Besatzungszone, Groß-Hessen, Regierungsbezirk Kassel, Landkreis Eschwege
- ab 1946: Amerikanische Besatzungszone, Hessen, Regierungsbezirk Kassel, Landkreis Eschwege
- ab 1949: Bundesrepublik Deutschland, Hessen, Regierungsbezirk Kassel, Landkreis Eschwege
- ab 1970: Bundesrepublik Deutschland, Hessen, Regierungsbezirk Kassel, Landkreis Eschwege, Gemeinde Herleshausen[Anm. 3]
- ab 1974: Bundesrepublik Deutschland, Hessen, Regierungsbezirk Kassel, Werra-Meißner-Kreis, Gemeinde Herleshausen

## Bevölkerung

### Einwohnerstruktur 2011
Nach den Erhebungen des Zensus 2011 lebten am Stichtag, dem 9. Mai 2011, in Holzhausen 96 Einwohner. Darunter waren 6 (6,3 %) Ausländer.
Nach dem Lebensalter waren 15 Einwohner unter 18 Jahren, 36 zwischen 18 und 49, 21 zwischen 50 und 64 und 24 Einwohner waren älter. Die Einwohner lebten in 36 Haushalten. Davon waren 6 Singlehaushalte, 12 Paare ohne Kinder und 12 Paare mit Kindern, sowie 3 Alleinerziehende und 3 Wohngemeinschaften. In 12 Haushalten lebten ausschließlich Senioren und in 18 Haushaltungen lebten keine Senioren.

### Einwohnerentwicklung
| • 1585: | 18 Haushaltungen |
| • 1747: | 23 Haushaltungen |

| Holzhausen: Einwohnerzahlen von 1834 bis 2011 | Holzhausen: Einwohnerzahlen von 1834 bis 2011 | Holzhausen: Einwohnerzahlen von 1834 bis 2011 | Holzhausen: Einwohnerzahlen von 1834 bis 2011 | Holzhausen: Einwohnerzahlen von 1834 bis 2011 |
| --- | --------------------------------------------- | --------------------------------------------- | --------------------------------------------- | --------------------------------------------- |
| Jahr |                                               |                                               |                                               | Einwohner                                     |
| 1834 | 1834                                          |                                               | 195                                           | 195                                           |
| 1840 | 1840                                          |                                               | 219                                           | 219                                           |
| 1846 | 1846                                          |                                               | 245                                           | 245                                           |
| 1852 | 1852                                          |                                               | 222                                           | 222                                           |
| 1858 | 1858                                          |                                               | 218                                           | 218                                           |
| 1864 | 1864                                          |                                               | 232                                           | 232                                           |
| 1871 | 1871                                          |                                               | 173                                           | 173                                           |
| 1875 | 1875                                          |                                               | 157                                           | 157                                           |
| 1885 | 1885                                          |                                               | 149                                           | 149                                           |
| 1895 | 1895                                          |                                               | 163                                           | 163                                           |
| 1905 | 1905                                          |                                               | 175                                           | 175                                           |
| 1910 | 1910                                          |                                               | 188                                           | 188                                           |
| 1925 | 1925                                          |                                               | 182                                           | 182                                           |
| 1939 | 1939                                          |                                               | 171                                           | 171                                           |
| 1946 | 1946                                          |                                               | 260                                           | 260                                           |
| 1950 | 1950                                          |                                               | 236                                           | 236                                           |
| 1956 | 1956                                          |                                               | 200                                           | 200                                           |
| 1961 | 1961                                          |                                               | 181                                           | 181                                           |
| 1967 | 1967                                          |                                               | 163                                           | 163                                           |
| 1970 | 1970                                          |                                               | 172                                           | 172                                           |
| 1980 | 1980                                          |                                               | ?                                             | ?                                             |
| 1990 | 1990                                          |                                               | ?                                             | ?                                             |
| 2000 | 2000                                          |                                               | ?                                             | ?                                             |
| 2011 | 2011                                          |                                               | 96                                            | 96                                            |
| Datenquelle: Historisches Gemeindeverzeichnis für Hessen: Die Bevölkerung der Gemeinden 1834 bis 1967. Wiesbaden: Hessisches Statistisches Landesamt, 1968. Weitere Quellen: LAGIS; Zensus 2011 |                                               |                                               |                                               |                                               |

### Historische Religionszugehörigkeit
| • 1885: | 119 evangelische (= 100 %) Einwohner                               |
| • 1961: | 158 evangelische (= 87,29 %), 22 katholische (= 12,15 %) Einwohner |

## Gerichtslinde
Auf dem alten Anger des Ortes steht die uralte Gerichtslinde. Sie ist ein Naturdenkmal und historischer Platz. Unter ihrem Blätterdach sollen die Gutsherren des Ortes und des unmittelbar benachbarten Gutes Hohenhaus schon im Mittelalter Recht gesprochen haben. Sie steht am Anger, Schloßbergstraße 21, unterhalb der Schule und der alten Kirche als geleitete Stufenlinde. Sie war schon auf einer Katasterkarte von 1766 eingezeichnet.

## Politik
Ortsvorsteher ist Hans-Helmut Wöll.